# Abbazia di Santa Bona
L'abbazia di Santa Bona è un ex edificio religioso situato a Vidor, in provincia di Treviso. Il complesso edilizio è oggi adibito a residenza privata e sede per eventi.

## Storia
L'abbazia sorse a seguito di una donazione a Geronimo, abate di Pomposa, da parte di Giovanni Gravone, signore di Vidor. Tale donazione comprendeva la cappella di Santa Bona, già edificata, lungo il fiume Piave nel territorio dell'allora diocesi di Ceneda (oggi diocesi di Vittorio Veneto). Quando a Vidor giunsero i monaci benedettini, spinti dal motto "ora et labora", l'abbazia diventò, oltre ad un centro spirituale, anche una comunità agricola. Dal 1175 al 1266, seguendo la Regola benedettina, il sito di Santa Bona diventò punto di riferimento economico e sociale, nonché monastero principale, sviluppandosi con le donazioni. Era infatti usanza comune, per assicurarsi l'indulgenza divina, lasciare in dono alla propria chiesa, proprietà fondiarie, spesso legate a lasciti testamentari. In poco tempo i possedimenti dell'abbazia crebbero, spingendosi a nord alle colline di Conegliano, e a sud fino a oltre il Montello.
Dalla seconda metà del XIII secolo al XIV secolo per l'abbazia si avviò un periodo di decadenza, sotto la guida dell'abate Enrichetto. Quest'ultimo infatti, gestì il monastero con dissolutezza, allorché nel 1300 venne scomunicato con l'accusa di lussuria e turpitudine. L'abbazia venne quindi affidata in commenda a Pietro Colonna, poi agli abati pomposiani.
Nel 1773, dunque ancora in periodo veneziano, si arrivò alla definitiva soppressione e i beni dell’abbazia furono messi all’asta.
Quasi completamente distrutta durante la Grande Guerra, fu sostanzialmente ricostruita negli anni venti per volere dell'allora proprietaria, Alfonsa Miniscalchi-Erizzo.